# Stadtarchiv Unna

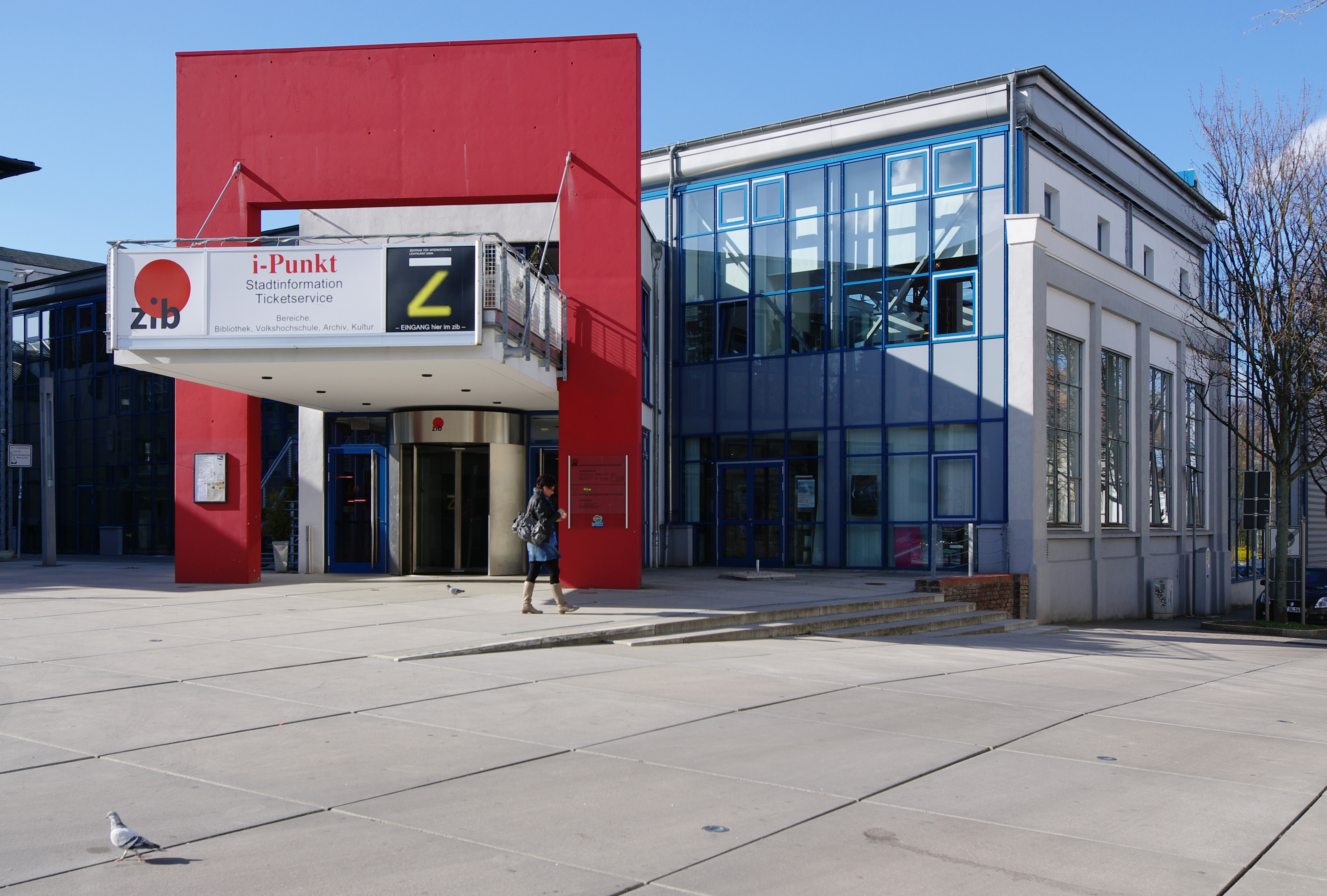
Eingang Stadtarchiv Lindenplatz 1

Das Stadtarchiv Unna verwaltet Archivgut aus der Verwaltung und Quellen zur Zeitgeschichte. Es verfügt unter anderem über eine Präsenzbibliothek mit über 1500 Bänden zu oder aus der Geschichte Unnas und der Hellwegregion. Als Stadtarchivar prägte Willy Timm das Archiv. Das Archiv wird (Stand 2019) von Frank Ahland geleitet.